# Poutine
Poutine is een gerecht bestaande uit friet bedekt met stukjes wrongel, gedrenkt in jus en eventueel nog extra ingrediënten. Het is een typisch Canadees gerecht en het geniet vooral grote populariteit in Quebec waar het wordt gezien als het nationale gerecht.
Het is een populair fastfoodgerecht in Canada. Het wordt bij veel fastfoodketens verkocht in de meeste Canadese provincies en in cafés, kleine restaurants, maar ook bij "poutinetrucks" aan de kant van de weg. De laatste fenomenen staan in Quebec bekend als "cantines" of "casse-croûtes". Internationale ketens zoals McDonald's, KFC en Burger King verkopen massaproduceerde poutine in heel Canada.

## Oorsprong
Het gerecht vindt zijn oorsprong op het platteland van Quebec in de jaren vijftig van de 20e eeuw en het is nu populair in een groot deel van het land. Vele plaatsen in Quebec beweren de geboortegrond van poutine te zijn, waaronder Drummondville (door Jean-Paul Roy in 1964), Saint-Jean-sur-Richelieu en Victoriaville. Een vaak aangehaald verhaal is dat van Fernand Lachance, uit Warwick, die beweert dat poutine werd uitgevonden in 1957, toen een klant friet en kaasblokjes bestelde en vroeg om die samen in een zakje te stoppen. Lachance zou hebben gezegd: "dat kan, maar dan wordt het wel een zootje" (ça va faire une maudite poutine). Vandaar de naam. De jus zou later zijn toegevoegd om de friet langer warm te houden.

## Varianten
Er bestaan verschillende varianten met toevoeging van extra ingrediënten, waaronder:
- Poutine saucisse, met hotdog-worsten
- Poutine smoked meat, met gerookt vlees
- Poutine Michigan, met bolognaisesaus
- Poutine galvaude, met kip en erwten[4]